# 長崎大学教育学部附属幼稚園
長崎大学教育学部附属幼稚園（ながさきだいがくきょういくがくぶふぞくようちえん,英語訳: Faculty of Education, Nagasaki University）は、長崎県長崎市文教町にある国立幼稚園。長崎大学教育学部の附属校で、長崎大学教育学部附属小学校と隣接している。
全国的にも古い歴史を有し、九州では鹿児島大学教育学部附属幼稚園に次いで2番目に開園された幼稚園である。

## 園章
- 五光星（☆）の中央に附属の「附」の文字。5つの先端と中央が直線で結ばれている。

## 園歌
- 作詞 - 西島宏
- 作曲 - 古田庄平
  - 創立100周年を記念して制定された。

## 学級編成
クラス名は花の名前になっている。
- 3歳児クラス
  - うめ
- 4歳児クラス
  - もも
  - さくら
- 5歳児クラス
  - ふじ
  - ふよう

## 沿革

### 明治
- 1886年（明治19年）6月4日 - 長崎県師範学校（長崎大学教育学部の前身）女子部に幼稚科を設置。
- 1889年（明治22年）5月7日 - 長崎県師範学校女子部とともに、西彼杵郡長崎村馬場郷（現 長崎市桜馬場町）に校舎・園舎を新築し、移転。
- 1908年（明治41年）4月 - 女子部が長崎県女子師範学校として独立し、附属幼稚園とともに立山に移転。

### 大正
- 1923年（大正12年）4月 - 34年ぶりに再び桜馬場町に移転。

### 昭和（戦前）
- 1934年（昭和9年）3月 - 大村市の男子師範学校と長崎市の女子師範学校が校地を交換。大村への移転に伴い、附属幼稚園は閉園。
- 1940年（昭和15年）4月 - 大村市下久原に長崎県女子師範学校附属幼稚園として復活。

### 昭和（戦後）
- 1947年（昭和22年）4月28日 - 長崎師範学校女子部附属幼稚園と改称。
- 1949年（昭和24年）7月31日 - 長崎大学の発足により、長崎大学長崎師範学校附属幼稚園と改称。
- 1951年（昭和26年）4月1日 - 長崎大学学芸学部附属幼稚園と改称。
- 1954年（昭和29年）4月 - 大村市から長崎市大橋町200番地に移転。（附属小学校と同じ敷地内）
- 1955年（昭和30年）7月 - 長崎市で長崎大学学芸学部附属幼稚園を開園、1年保育2クラスで開始。
- 1964年（昭和39年）7月 - 新住居表示制度により、大橋町200番地が文教町1番14号に変更。（場所はそのまま）
- 1965年（昭和40年）4月 - 1年保育を2年保育に切り替える。（5歳児・4歳児）
- 1966年（昭和41年）4月1日 - 学部名改称に伴い、長崎大学教育学部附属幼稚園（現園名）となる。
- 1968年（昭和43年）3月 - 新園舎に移転、所在地は長崎市文教町4番23号（現在地）となる。
- 1973年（昭和48年）4月 - 3年保育が設置され、3学級となる。
- 1974年（昭和49年）4月 - 長崎大学教育学部に幼稚園教員養成課程を設置。
- 1975年（昭和50年）4月 - 年長・年中・年少5学級の保育形態が整う。
- 1977年（昭和52年）4月 - 長崎大学教育学部幼稚園課程の学生（3年生）の教育実習を開始。
- 1986年（昭和61年）6月4日 - 創立100周年記念式典を挙行。園歌を制定。

### 平成
- 1996年（平成8年）- 創立110周年を迎えた。
- 2004年（平成16年）4月1日 - 国立大学法人化。

## 交通アクセス
- 最寄駅
  - JR九州
    - 西浦上駅から徒歩約15分

  - 長崎電気軌道
    - 昭和町通り電停から徒歩約10分
- 最寄りのバス停
  - 長崎駅・浦上駅方面から
    - 長崎バス - 9番のバス
    - 県営バス -「サニータウン」、「女の都（めのと）団地」行きのバス
      - 昭和町バス停[3]から徒歩約5分

    - 長崎バス - 1番の「長与ニュータウン」、「緑ヶ丘団地」、「女の都団地」、「恵の丘」、「三川町」、「西山台団地」行きのバス
      - 附属小学校前バス停下車。
- 最寄りの道路
  - 長崎県道113号長与大橋町線
  - 昭和町通り（長崎県道113号線と国道206号を結ぶ道路）
  - 長崎バイパス

## 周辺
- 浦上川
- 長崎大学文教キャンパス（本部・教育学部・工学部・水産学部・薬学部・環境科学部）
  - 長崎大学教育学部附属中学校
  - 長崎大学教育学部附属小学校
- 文教郵便局
- 長崎市立西浦上小学校
- 長崎市立西浦上中学校
- 十八親和銀行昭和町支店
- 三菱造船試験場
- 三菱昭和寮
- チトセピア

## 関連事項
- 長崎大学
- 教育学部
  - 長崎大学教育学部附属小学校
  - 長崎大学教育学部附属中学校
  - 長崎大学教育学部附属特別支援学校
- 長崎県幼稚園一覧